# Kázsmárk
Kázsmárk je vas na Madžarskem, ki upravno spada pod podregijo Szikszói Županije Borsod-Abaúj-Zemplén.